# 斯坦尼斯拉夫·塞曼
斯坦尼斯拉夫·塞曼（1952年8月8日—），斯洛伐克男子足球运动员，场上位置是守门员。他曾代表捷克斯洛伐克国奥队参加1980年夏季奥林匹克运动会足球比赛，获得一枚金牌。